# Света мученица Домника
Света Домника или Домнина (грч. Δομνινα)  је хришћанска светитељка и мученица из 3. века.
Православна црква прославља свету Домнику 12.(25.) октобра.
Света Домника је живела и подвизавала се у време цара Диоклецијана. Током прогона хришћана ухваћена је и изведена је на суд пред Лисија, хегемона Аназарва Киликијског. Она је пред њим храбро исповедила своју веру у Христа као Бога. Зато је најпре тучена воловским жилама и ноге су јој жигосане усијаним гвожђем. Затим су јој штаповима поломили кости и зглобове и на крају бацили у тамницу, где је умрла  286. године.